# Trajano de Morais
Trajano de Morais là một đô thị thuộc bang Rio de Janeiro, Brasil. Đô thị này có diện tích 589,397 km², dân số năm 2007 là 9593 người, mật độ 16,3 người/km².